# Cantone di Mougins
Il Cantone di Mougins era una divisione amministrativa dell'arrondissement di Grasse.
A seguito della riforma approvata con decreto del 24 febbraio 2014, che ha avuto attuazione dopo le elezioni dipartimentali del 2015, è stato soppresso.

## Composizione
Comprendeva una porzione di Le Cannet e 3 comuni:
- Mouans-Sartoux
- Mougins
- La Roquette-sur-Siagne